# Kerk van Beets
De kerk van Beets is een laatgotische, eenbeukige kruiskerk gelegen aan de Beets 51 in het Noord-Hollandse dorp Beets. De kerk is in de eerste helft van de 15e eeuw gebouwd. Na de reformatie werd de kerk gedeeltelijk verbouwd voor gebruik als raadhuis en als school. In 1982 is de kerk door de Hervormde Gemeente Zeevang overgedragen aan de Stichting Oude Hollandse Kerken. In 2009 heeft de gemeente Zeevang hetzelfde gedaan met de bovenliggende raadszaal. De kerk is erkend als rijksmonument.

## Geschiedenis
Rond 1360 stond er al een kerk op de plek waar de huidige kerk van Beets staat. Deze voorganger was gebouwd van hout of baksteen. Het oude kerkgebouw werd echter in de loop van de 15e eeuw gesloopt omdat de paalfunderingen niet goed bleken te zijn. In de eerste helft van de 15e eeuw werd het nieuwe schip van baksteen opgetrokken en in de tweede helft van de 15e eeuw werden ook koor en transept vernieuwd. Het schip werd net als de rest van de kerk opgetrokken uit baksteen. Vermoedelijk werd het schip breder gebouwd dan gepland vanwege een toename van het aantal kerkgangers uit het dorp Beets en de omgeving. In de 17e eeuw werd het transept aan de zuidzijde van de kerk geheel vernieuwd.
De dakruiter is van een latere datum dan het schip. De toren is namelijk dwars door de kapconstructie van het schip gebouwd. Vermoedelijk is de dakruiter in de 17e eeuw gebouwd.
Tijdens de reformatie werd er voor ruim 1000 gulden aan onder andere beelden uit de kerk van Beets gestolen door vendels van de watergeuzen uit Hoorn en Alkmaar. Hierna werd de kerk opnieuw ingericht voor de erediensten van de Nederduits Gereformeerde Kerk. In 1576 werd de eerste preek gehouden door de eerste predikant van Beets, Bernardus Bernardii.
De kansel werd rond 1655 vervaardigd. Zo'n 25 jaar later werd deze op de huidige plaats gezet, tegelijkertijd werd het doophek rond de kansel gebouwd. Het schot achter de kansel is van onbekende datum, mogelijk van dezelfde tijd als het doophek.
In de vroege jaren 1800 heeft de gemeente Beets de kerktoren geconfisqueerd om militaire redenen. De koster verkreeg daardoor een dubbele functie, hij had niet alleen de kerkgemeente, maar ook de burgerlijke gemeente te dienen. De koster werd dus ook ambtenaar.
In 1975 kon de Hervormde Gemeente de kosten voor onderhoud niet meer opbrengen, zij heeft de kerk toen overgedragen aan de "Stichting Oude Hollandse Kerken". De gehele kerk wordt nog steeds nog gebruikt door de Hervormde Kerk en tevens door de gemeentelijke overheid (tot 1 januari 2016 Zeevang).

## Interieur
De kerk is opgedeeld in één kerkelijk deel in het schip en twee wereldlijke delen in het apsis. Op de begane grond van het apsis bevond zich de plaatselijke basisschool. Op de verdieping is nog altijd een oude raadszaal gevestigd.
De plafonds van de kerk zijn versierd met bloemschilderingen in plaats van met religieuze voorstellingen. De gewelven in de kerk zijn versierd met veldbloemen en de raadszaal bevat onder andere een schildering van de Boom des levens. Deze schilderingen zijn in de 17e eeuw aangebracht. Na de reformatie werd het koor gescheiden van de rest van de kerk. Er werd een vloer in het koor aangebracht waardoor er ruimte kwam voor het raadhuis van de gemeente Beets-Oudendijk en de plaatselijke dorpsschool. Eind 19e eeuw werd er tegenover de kerk een nieuw schoolgebouw gebouwd. De ruimte in de kerk die dienstdeed als schoolruimte werd verbouwd tot gymlokaal. Later werd deze sportruimte verbouwd tot consistoriekamer.

## Orgel
Het orgel, stamt uit 1868 en werd gemaakt door de firma Flaes en Brünjes uit Amsterdam. In 1964 werd het orgel gereviseerd en opnieuw geïntoneerd. Een kleine 20 jaar later, tussen 1981 en 1983, heeft Flentrop het orgel gerestaureerd. Op advies van Jan Jongepier werd het orgel zo veel mogelijk in de oorspronkelijke staat teruggebracht. De restauratie werd op 4 juni 1983 afgerond, het orgel werd weer voor het eerst in gebruik genomen door Jongepier.

## Klok
De luidklok is in 1650 door de gebroeders Hemony gegoten. De klok heeft als randschrift: "Laudate D(omi)num cymbalis bene sonantibus. F. et P. Hemony me fec(erunt) Zutphaniae anno Domini 1650". In het Nederlands: "Looft de Heer met welluidende cimbalen. F. en P. Hemony hebben mij gemaakt te Zutphen in het jaar 1650". De klok heeft een diameter van 90 centimeter en weegt 470 kg. De klok kwam in 1810 in het bezit van de burgerlijke overheid, tot op heden is de klok nog altijd in het bezit van de gemeente Zeevang. Gedurende de oorlog werd de klok verwijderd en opgeslagen in een depot in Groningen, na de oorlog werd de klok weer op zijn plek teruggehangen.